# Baia di Caswell

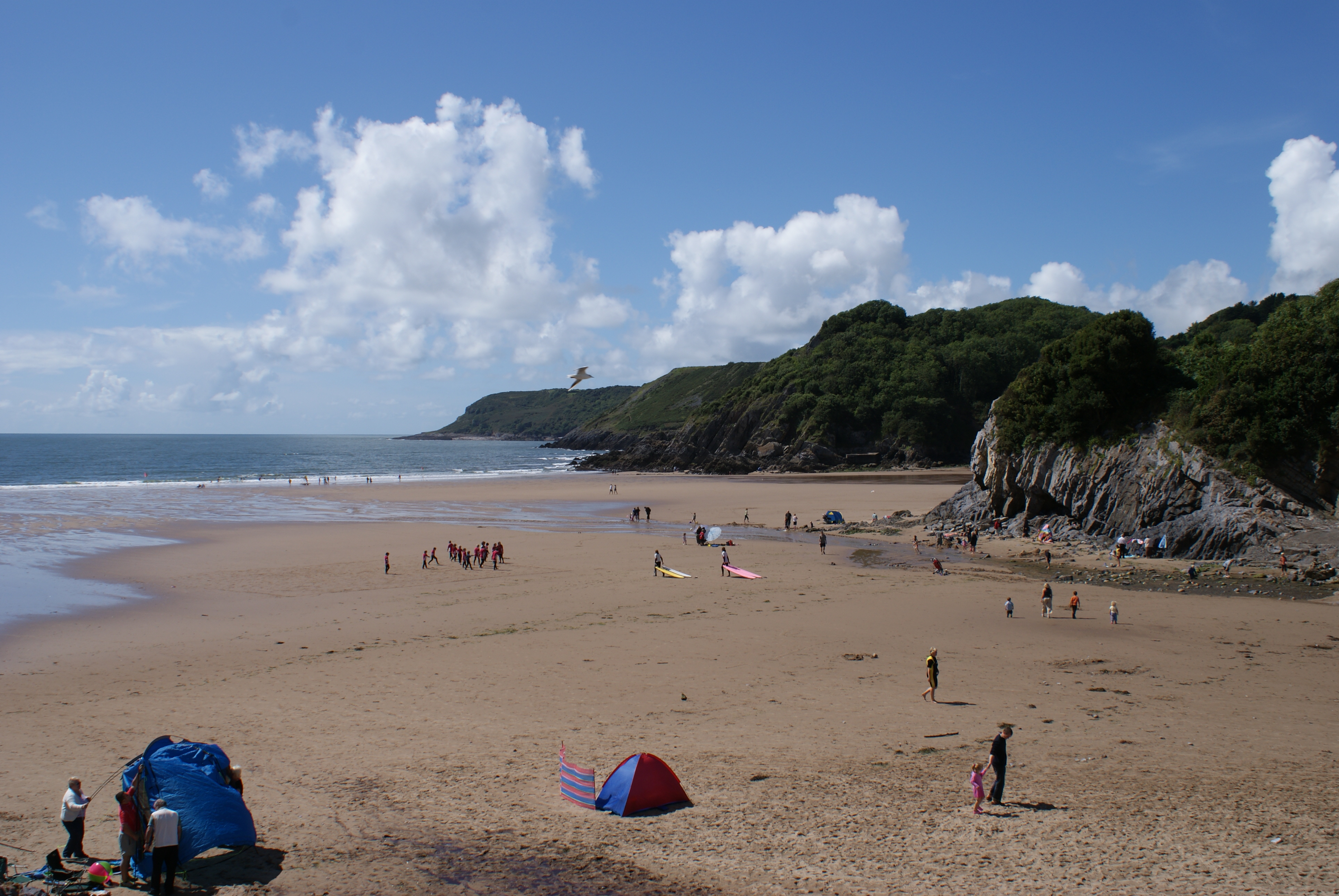
La baia di Caswell, una spiaggia facente parte della penisola di Gower, Swansea, nell'agosto 2008

La baia di Caswell è un famoso resort inglese situato nel sudest della penisola di Gower, Swansea, Galles.
L'accesso alla spiaggia è relativamente semplice, e vicino alla spiaggia si trova un parco divertimenti. Caswell è ideale per fare surf, riceve regolarmente la bandiera Blu e si trova nei pressi del villaggio di The Mumbles.

## Storia
Tra il 1829 ed il 1840 molta terra nei pressi della baia di Caswell fu acquistata da John James, ex curato di Bishopston, per la figlia ed il genero, Charles Morgan. Nel 1846 i Morgan vendettero un pezzo di terra nella parte orientale della baia al pioniere fotografo del XIX secolo John Dillwyn Llewelyn, che spesso la visitava. Llewelyn vi costruì una casa per le vacanza, Caswell Cottage, che rimase in piedi fino al 1960 circa nel punto in cui oggi si trova il parcheggio pubblico della baia. Nel 1854 due sue fotografie della baia di Caswell furono chieste dal principe Alberto. Nell'agosto 1878 il nipote tredicenne di Llewelyn annegò mentre nuotava nella baia.
Dopo la morte della moglie di Charles Morgan nel 1877, la proprietà fu divisa tra i sei figli. Poco dopo una parte di terra nella porzione occidentale della baia fu venduta alla famiglia Davenport per costruirvi una grande residenza. La casa fu chiamata Redcliffe per le scogliere di Redley che circondavano la parte occidentale della baia. Alla fine degli anni 1920 Redcliffe fu la casa del poeta Vernon Watkins, contemporaneo e grande amico di Dylan Thomas. La casa fu demolita negli anni sessanta per permettere la costruzione di appartamenti.
Le tre figlie di Charles Morgan, Emma, Agnes ed Alice si trasferirono nella baia di Caswell dal 1877, e costruirono molte case tuttora esistenti, compresa la loro, Bay House che si trova al centro della baia. Le sorelle piantarono anche molti pini che oggi sono un carattere distintivo della baia.
Nel 1883 fu costruita una pompa a vento sulla cima di Redley Cliff per pompare acqua nelle case vicine. La pompa fu gravemente danneggiata da una tempesta meno di cinque anni dopo ed andò in disuso nel 1900. Rimase comunque un'attrazione finché non fu distrutta per motivi di sicurezza nel 1930 dopo essere stata colpita da un incendio. In cima a Redley Cliff vi sono anche prove dell'esistenza di una fortificazione dell'età del ferro.
Negli anni 1890 fu costruita una grossa cisterna in cemento alla base della scogliera, tuttora esistente. La cisterna fu usata per raccogliere acqua da una piccola fonte alla fine del XIX secolo. Nello stesso periodo fu costruita una nuova pompa nell'estremità orientale della baia composta da due edifici. Alla fine della prima guerra mondiale la pompa non era più necessaria e fu usata per un certo tempo come bar. Oggi è ancora in piedi l'edificio più recente e la base del più vecchio.
Per oltre 40 anni nel XX secolo la baia di Caswell giocò un ruolo fondamentale in un misterioso omicidio. Meno di due anni dopo essersi trasferiti in una casa affacciata sulla baia di Caswell, George Shotton e sua moglie Mamie Stuart scomparvero misteriosamente prima di natale 1919. Quando la polizia rintracciò Shotton nel 1920 temettero che avesse ucciso Mamie Stuart, ma non riuscirono a trovare le prove. Il 5 novembre 1961 un mucchio di ossa umane fu trovato in una miniera abbandonata nelle vicinanze di Brandy Cove. L'inchiesta del coroner portò all'identificazione delle ossa come quelle della scomparsa Mamie Stuart. Dopo una dura caccia all'uomo, George Shotton fu trovato in un cimitero di Bristol, essendo morto soli 3 anni prima.
In cima alla scogliera al centro della baia si trovano gli appartamenti di Caswell Bay Court costruiti negli anni 1990 al posto del vecchio Caswell Bay Hotel. L'hotel era nato espandendo una semplice villa vittoriana negli anni 1850.
Nel 2006 la baia di Caswell fu inserita tra le 50 migliori spiagge del Regno Unito da Guardian.co.uk.